# Myra Gale Lewis
Myra Gale Lewis Williams (* 11. Juli 1944 in Vicksburg, Mississippi, Vereinigten Staaten als Myra Gale Brown) ist eine US-amerikanische Autorin und die Großcousine des Sängers Jerry Lee Lewis, mit welchem sie auch verheiratet war.

## Leben und Werdegang
Myra Gale Brown wurde am 11. Juli 1944 in Vicksburg, Mississippi, als Tochter von Lois (geb. Neal) und JW „Jay“ Brown geboren. Die Browns bekamen später einen Sohn, Rusty Brown (geb. 1954). 1949 zog die Familie nach Memphis, Tennessee, als JW Brown eine Stelle bei Memphis Gas, Light and Water annahm, wo er als Leitungswärter arbeitete. Als JW Brown bei der Arbeit verletzt wurde, beschloss er, eine Band zu gründen. Er suchte seinen Cousin Jerry Lee Lewis auf, der zu dieser Zeit ebenfalls ein unbekannter Musiker war. JW Brown spielte E-Bass und Lewis spielte Klavier und sang. Sie schrieben Rock-’n’-Roll-Geschichte und nahmen Hit-Singles bei Sun Records auf. 1956 zog Lewis bei JW Brown und seiner Familie ein.
Am 12. Dezember 1957 heiratete Myra Brown im Alter von 13 Jahren den damals 22-jährigen Jerry Lee Lewis in Hernando, Mississippi. Als Lewis im Mai 1958 zu einer 37-tägigen Tournee in London ankam, verriet Brown einem Reporter am Flughafen, dass sie seine Frau sei. Lewis behauptete, Brown sei 15 Jahre alt und seit zwei Monaten mit ihm verheiratet. Es stellte sich jedoch heraus, dass sie erst 13 Jahre alt war und die beiden seit fünf Monaten verheiratet waren. Dies sorgte für Aufruhr und nach einigen Terminen wurde die Tour abgesagt. Als sie nach Memphis zurückkehrten, hatte man herausgefunden, dass Brown nicht nur Lewis‘ Frau war, sondern auch seine Großcousine. Darüber hinaus hatte sich Lewis noch nicht von seiner früheren Frau Jane Mitcham scheiden lassen. Nachdem Lewis seine Scheidung von Mitcham abgeschlossen hatte, heiratete er Brown am 4. Juni 1958 erneut. Der Skandal um die Ehe zerstörte Lewis’ vielversprechende Rock-’n’-Roll-Karriere, obwohl er später in der Country-Musik Erfolg hatte.
1970 forderten Lewis‘ Drogenabhängigkeit, Alkoholismus und Untreue einen Tribut von ihrer Ehe. Brown reichte die Scheidung wegen Ehebruchs und Missbrauchs ein und erklärte, sie sei „jeder Art körperlicher und geistiger Misshandlung ausgesetzt gewesen, die man sich vorstellen kann“. Ihre Scheidung wurde am 9. Dezember 1970 vollzogen. Sie hatten zwei Kinder, Steve Allen Lewis (1959–1962), der im Alter von drei Jahren ertrank, und Tochter Phoebe Allen Lewis (geb. 1963). Phoebe Lewis-Loftin wurde später die Managerin ihres Vaters und lebte auf seiner Ranch in Nesbit, Mississippi, bis er 2012 Judith Brown heiratete, die Ex-Frau seines Großcousins Rusty Brown (Myra Gales Bruder).
Kurz nach ihrer Scheidung heiratete Brown Pete Malito, den Detektiv, den sie angeheuert hatte, um Lewis aufzuspüren und seine Untreue zu dokumentieren, und zog nach Atlanta, Georgia. Die Ehe dauerte anderthalb Jahre. Nach ihrer Scheidung arbeitete Brown als Empfangsdame, um ihre Tochter als alleinerziehende Mutter zu unterstützen.
Brown beauftragte den Schriftsteller Murray Silver mit dem Schreiben eines Buches, das als ihre Autobiografie gedacht war, aber nach der Bearbeitung durch einen Verlag wurde daraus „Great Balls of Fire: The Uncensored Story of Jerry Lee Lewis“. Das Buch wurde ursprünglich im Oktober 1982 von William Morrow and Company veröffentlicht. Es wurde 1989 in den Film Great Balls of Fire! adaptiert, mit Dennis Quaid als Lewis und Winona Ryder als Brown. Brown erhielt 100.000 US-Dollar für ihre Geschichte, war jedoch verärgert darüber, dass sie trotz der Zusage nicht für das Drehbuch oder die Besetzung des Films konsultiert wurde. Die Produzenten wollten nicht, dass Brown oder Lewis an dem Film beteiligt waren, aber sie besuchte trotzdem das Set in Memphis. Obwohl Brown die Schauspieler als talentiert und freundlich empfand, war sie weder mit dem Buch noch mit dem Film zufrieden. Sie wollte die Geschichte einer Frau erzählen, die schwierige Umstände überlebt hatte und Frauen dazu inspirieren, ihre eigenen Stärken zu erkennen. Deshalb veröffentlichte sie 2016 ihre Memoiren „The Spark That Survived“ . (Der Funken, der überlebte). Das Buch beschreibt detailliert ihre turbulente Ehe mit Lewis und wie sie sich nach ihrer Scheidung ein neues Leben aufbaute.
Seit 1980 ist Brown erfolgreich als Immobilienmaklerin in Atlanta tätig. Sie heiratete 1984 ihren dritten Ehemann, Richard Williams, und trat seinem Century 21 Real Estate-Büro bei. Sie wurde 1984 eine lizenzierte Maklerin und erhielt 2003 den Million Dollar Life Time Award. Heute heißt sie Myra Lewis Williams und lebt mit ihrem Mann in Duluth, Georgia. Sie besitzen ein Immobilienunternehmen.
Sie wird in dem von Ethan Coen inszenierten Dokumentarfilm „Jerry Lee Lewis: Trouble in Mind“ aus dem Jahr 2022 interviewt.

## Bücher
- 1982: Great Balls of Fire: The Uncensored Story of Jerry Lee Lewis ISBN 978-0-688-01480-3
- 2016: The Spark that Survived (auf Deutsch: Der Funken, der überlebte), Autobiografie ISBN 978-1-944193-16-4